# Chużyr (obwód irkucki)
Chużyr (ros. Хужир; z bur. sołonczak) – osiedle typu miejskiego w Rosji, w obwodzie irkuckim, w rejonie olchońskim. W 2013 roku liczyło ok. 1,3 tys. mieszkańców.
Miejscowość została założona w 1938 roku w związku z utworzeniem zakładu przetwórstwa rybnego w ramach małomorskiego rybzawoda (MMRZ). Status osiedla uzyskała w 1946 roku.

## Położenie
Osiedle Chużyr położone jest na północno-wschodnim brzegu wyspy Olchon w pobliżu przylądka Skała Szamanka, na wschód od którego ciągnie się piaszczysta plaża. Jest to największe osiedle największej i jedynej zamieszkanej na Bajkale wyspy.

## Gospodarka
Głównym źródłem dochodu mieszkańców Chużyru jest obsługa nasilającego się na Olchonie ruchu turystycznego. Osiedle posiada rozwiniętą bazę turystyczną w postaci licznych turbaz i sieci pokojów do wynajęcia. W przeszłości zatrudnienie dla całego Chużyru zapewniał Małomorskij Rybzawod, obecnie w stanie upadłości.